# HD 113337
Désignations
HD 113337 est une étoile située dans la constellation du Dragon. Cette étoile jaune-blanc de la séquence principale est de type spectral F6V et a une température de surface de 6 550 K. Sa distance est de ∼ 118 a.l. (∼ 36,2 pc). Sa masse et son rayon sont supérieurs à ceux du Soleil de l'ordre de 1,5 fois.
Sa faible magnitude apparente la rend difficile à observer à l'œil nu, même dans des conditions optimales.
Autour de HD 113337 se trouve deux planètes, HD 113337 b et c, détectées par la méthode des vitesses radiales. HD 113337 b, découverte en 2013, a une masse estimée à 2.83 MJ et son orbite, notablement excentrique, a un demi-grand axe valant 0,92 ua. L'existence de HD 113337 c, qui est une autre planète géante ou naine brune, est suspectée en 2018 avant d'être confirmée en 2019. Sa masse minimale est de 7.2 MJ. Elle orbite autour de son étoile en près de 9 ans et son demi-grand axe est estimé à 4,8 ua.